# Поколение «Ви» (2-й сезон)
Второй сезон американского супергеройского телесериала «Поколение „Ви“», спин-оффа телесериала «Пацаны», основанного на одноимённой серии комиксов Гарта Энниса и Дарика Робертсона. Премьера запланирована на 17 сентября 2025 года.
К своим ролям во втором сезоне вернутся Джаз Синклер, Лиззи Бродвей, Мэдди Филлипс, Лондон Тор, Дерек Лу и Аса Германн.

## В ролях

### Основной состав
- Джаз Синклер[англ.] — Мари Моро
- Лиззи Бродвей[англ.] — Эмма Мейер / Сверчочка
- Мэдди Филлипс — Кейт Данлэп
- Лондон Тор и Дерек Лу[англ.] — Джордан Ли
- Аса Германн — Сэм Риордан
- Хэмиш Линклейтер — Шифр

### Второстепенный состав
- Шон Патрик Томас[англ.] — Полярность
- Чейс Кроуфорд — Кевин Московиц / Глубина
- Вэлори Керри — Мисти Такер Грэй / Фейерверк
- Кия Кинг
- Стивен Калин
- Джулия Ноуп
- Стейси МакГаннигл
- Тейт Флетчер
- Уайетт Дорион
- Джорджи Мёрфи

## Список серий
| №  | № | Название | Режиссёр | Автор сценария                   | Дата премьеры    |
| -- | - | -------- | -------- | -------------------------------- | ---------------- |
| 9  | 1 | TBA      | TBA      | Элли Монахэн                     | 17 сентября 2025 |
| 10 | 2 | TBA      | TBA      | Джессика Чоу                     | 17 сентября 2025 |
| 11 | 3 | TBA      | TBA      | Кэмерон Сквайрс                  | 17 сентября 2025 |
| 12 | 4 | TBA      | TBA      | Брант Энглестайн и Крис Динджесс | 24 сентября 2025 |
| 13 | 5 | TBA      | TBA      | Лорен Грир                       | 1 октября 2025   |
| 14 | 6 | TBA      | TBA      | Челси Грейт                      | 8 октября 2025   |
| 15 | 7 | TBA      | TBA      | Томас Шнауц                      | 15 октября 2025  |
| 16 | 8 | TBA      | TBA      | Джастин Феррара и Мишель Фазекас | 22 октября 2025  |

## Производство

### Разработка
В январе 2023 года было объявлено, что в скором времени будет набрана команда сценаристов, возглавляемая Мишель Фазекас, для работы над потенциальным вторым сезоном. Фазекас стала единственным шоураннером сериала после ухода Тары Баттерс.
Эрик Крипке сказал: «[Поколение „Ви“] станет первым взглядом на новый мир, который был создан в конце четвёртого сезона».

### Кастинг
Во втором сезоне свои роли повторят все основные актёры, за исключением Ченса Пердомо, который погиб в марте 2024 года в аварии на мотоцикле. Его персонаж Андре Андерсон не будет подвергнут рекасту. В июне 2024 года было объявлено, что Хэмиш Линклейтер исполнит роль Шифра, нового декана Университета Годолкина. На Comic-Con в Сан-Диего в июле 2024 года было подтверждено возвращение Чейса Кроуфорда в роли Глубины из «Пацанов». Ранее он появился в первом сезоне сериала. 1 ноября 2024 года было объявлено, что к актёрскому составу присоединились Кия Кинг, Стивен Калин, Джулия Ноуп, Стейси МакГаннигл, Тейт Флетчер, Уайатт Дорион и Джорджи Мёрфи. 4 декабря 2024 года стало известно, что Шон Патрик Томас вернётся к роли Полярности. 31 мая 2025 года, с выходом тизер-трейлера, было раскрыто, что Вэлори Керри повторит роль Фейерверк из «Пацанов».

### Съёмки
В конце марта 2024 года было объявлено, что производство второго сезона было приостановлено из-за смерти Пердомо. В день его гибели в Торонто должна была состояться читка сценария, а 8 апреля там стартовали бы съёмки. В мае 2024 года официально начался съёмочный процесс, который завершился 31 октября.

## Маркетинг
На Comic-Con в Сан-Диего в июле 2024 года были продемонстрированы кадры из грядущего второго сезона. 31 мая 2025 года был опубликован тизер-трейлер сезона и оглашена дата выхода.

## Релиз
Премьера первых трёх серий сезона запланирована на 17 сентября 2025 года, далее серии будут выходить еженедельно.